# نناد گروزدیچ
نناد گروزدیچ (صربی: Nenad Grozdić؛ زادهٔ ۳ فوریهٔ ۱۹۷۴) بازیکن سابق و مربی فوتبال اهل صربستان است.
از باشگاه‌هایی که در آن بازی کرده‌است می‌توان به باشگاه فوتبال بورسااسپور، باشگاه فوتبال ویتس‌آرنهم، باشگاه فوتبال راد، و باشگاه فوتبال لانس اشاره کرد.
وی همچنین در تیم ملی فوتبال صربستان و مونته‌نگرو بازی کرده‌است.